# 대한민국 상법 제46조
대한민국 상법 제46조는 기본적 상행위에 대한 상법총칙의 조문이다.

## 조문
제46조 (기본적 상행위) 영업으로 하는 다음의 행위를 상행위라 한다. 그러나 오로지 임금을 받을 목적으로 물건을 제조하거나 노무에 종사하는 자의 행위는 그러하지 아니하다.

1. 동산, 부동산, 유가증권 기타의 재산의 매매

2. 동산, 부동산, 유가증권 기타의 재산의 임대차

3. 제조, 가공 또는 수선에 관한 행위

4. 전기, 전파, 가스 또는 물의 공급에 관한 행위

5. 작업 또는 노무의 도급의 인수

6. 출판, 인쇄 또는 촬영에 관한 행위

7. 광고, 통신 또는 정보에 관한 행위

8. 수신·여신·환 기타의 금융거래

9. 공중(公衆)이 이용하는 시설에 의한 거래

10. 상행위의 대리의 인수

11. 중개에 관한 행위

12. 위탁매매 기타의 주선에 관한 행위

13. 운송의 인수

14. 임치의 인수

15. 신탁의 인수

16. 상호부금 기타 이와 유사한 행위

17. 보험

18. 광물 또는 토석의 채취에 관한 행위

19. 기계, 시설, 그 밖의 재산의 금융리스에 관한 행위

20. 상호·상표 등의 사용허락에 의한 영업에 관한 행위

21. 영업상 채권의 매입·회수 등에 관한 행위

22. 신용카드, 전자화폐 등을 이용한 지급결제 업무의 인수

## 판례
- 어느 행위가 상 46조 소정의 기본적 상행위에 해당하기 위하여는 영업으로 동조 각 호 소정의 행위를 하는 경우이어야 하고, 여기서 영업으로 한다고 함은 영리를 목적으로 동종의 행위를 계속 반복적으로 하는 것을 의미한다[1]

## 참고문헌
- 이영종. (2022). 상법 제46조의 매매에 관한 고찰. 법학논총, 34(3), 449-485.
- 김선광. (2011). 전자금융과 소비자보호 - 상법 제46조 제22호를 중심으로 -. 원광법학, 27(4), 223-244.
- 최준선. (2001). 상법 제46조 제1호의 매매의 의미 - 원시취득한 물건을 매도하는 자의 당연상이성 여부와 관련하여 -. 기업법연구, 8, 339-372.

## 같이 보기
- 상행위
- 의제상인
- 당연상인